# Стећци у Милавићима
Некропола са стећцима на локалитету Православног гробља у селу Милавићима представља скуп стећака из 14. века у селу Милавићи, Општина Билећа, Република Српска.
На локалитету Православног гробља стећци су разасути на површини већој од једног хектара и ово је највеће гробље у Дабру по броју стећака, што указује на чињеницу да је на овом простору постојало веће насеље у средњем веку. Ова некропола броји чак 352 стећка, па је тиме друга по величини у Херцеговини. Поред ове, на Гологлаву се налази и мања некропола са шест стећака коју мештани називају грчко гробље.
На једном од стећака постоји натпис који каже да на том месту лежи извесни Богдан Хатељевић, који је живео у 14. веку и претпоставља се да је овде сахрањен 1404. године. На гробљу постоје и остаци средњовековне цркве.